# 30310 Alexanderlin
30310 Alexanderlin è un asteroide della fascia principale. Scoperto nel 2000, presenta un'orbita caratterizzata da un semiasse maggiore pari a 2,3624819 UA e da un'eccentricità di 0,1028283, inclinata di 1,44667° rispetto all'eclittica.